# Jezioro Ciche (powiat krośnieński)
Jezioro Ciche – jezioro w woj. lubuskim, w pow. krośnieńskim, w gminie Bytnica, na wschód od miejscowości Struga, leżące na terenie Równiny Torzymskiej.

## Hydronimia
Według urzędowego spisu opracowanego przez Komisję Nazw Miejscowości i Obiektów Fizjograficznych (KNMiOF) nazwa tego jeziora to Jezioro Ciche. W różnych publikacjach i na mapach topograficznych jezioro to występuje pod nazwami Mała Niemka lub Leśne.

## Morfometria
Powierzchnia zwierciadła wody według różnych źródeł wynosi od 5,0 ha do 5,1 ha.
Zwierciadło wody położone jest na wysokości 55,5 m n.p.m. Średnia głębokość jeziora wynosi 1,5 m, natomiast głębokość maksymalna 3,0 m.
Użytkowane przez Polski Związek Wędkarski Okręg w Zielonej Górze.